# Gare d'Ube
La gare d'Ube (宇部駅, Ube-eki) est une gare ferroviaire de la ville d'Ube, dans la préfecture de Yamaguchi au Japon. Elle est exploitée par la compagnie JR West.

## Situation ferroviaire
La gare d'Ube est située au point kilométrique (PK) 484,5 de la ligne principale Sanyō. Elle marque la fin de la ligne Ube.

## Histoire
La gare a été inaugurée le 1er septembre 1910.

## Service des voyageurs

### Accueil
La gare dispose d'un bâtiment voyageurs ouvert tous les jours, avec des guichets et des automates pour l'achat de titres de transport.

### Desserte
- Ligne Ube :
  - voies 0 et 1 : direction Ube-Shinkawa
- Ligne principale Sanyō :
  - voie 4 : direction Shimonoseki
  - voies 5 et 6 : direction Shin-Yamaguchi et Tokuyama